# Črna prst
Črna prst is een berg in de Julische Alpen in het gebied van Bohinj bij Bohinjska Bistrica in de regio Gorenjska in het noordwesten van Slovenië.
Črna prst is 1844 meter hoog. Niet ver van Vogel.